# Conshohocken
Conshohocken es un borough ubicado en el condado de Montgomery en el estado estadounidense de Pensilvania. En el año 2000 tenía una población de 7,589 habitantes y una densidad poblacional de 2,980.9 personas por km².

## Geografía
Conshohocken se encuentra ubicado en las coordenadas 40°4′38″N 75°18′7″O / 40.07722, -75.30194.

## Demografía
Según la Oficina del Censo en 2000 los ingresos medios por hogar en la localidad eran de $43,599 y los ingresos medios por familia eran $50,601. Los hombres tenían unos ingresos medios de $36,299  frente a los $30,541 para las mujeres. La renta per cápita para la localidad era de $22,128. Alrededor del 5.8% de la población estaba por debajo del umbral de pobreza.